# Suctobelbella baloghi
Suctobelbella baloghi är en kvalsterart som först beskrevs av Forsslund 1958.  Suctobelbella baloghi ingår i släktet Suctobelbella och familjen Suctobelbidae. Inga underarter finns listade i Catalogue of Life.